# Koripallon miesten SM-sarjakausi 1964-1965
La Koripallon miesten SM-sarjakausi 1964-1965 è stata la 25ª edizione del massimo campionato finlandese di pallacanestro maschile. La vittoria finale è stata ad appannaggio dell'Hels. Kisa-Toverit.

## Risultati

### Stagione regolare
|     | Squadra             | G  | V  | P  | PF   | PS   | Pt. | Qualificazione |
| --- | ------------------- | -- | -- | -- | ---- | ---- | --- | -------------- |
| 1.  | Hels. Kisa-Toverit  | 18 | 16 | 2  | 1643 | 1286 | 32  |                |
| 2.  | Työväen Maila-Pojat | 18 | 15 | 3  | 1445 | 1261 | 30  |                |
| 3.  | Helsingin NMKY      | 18 | 14 | 4  | 1446 | 1308 | 28  |                |
| 4.  | ToPo Helsinki       | 18 | 13 | 5  | 1488 | 1255 | 26  |                |
| 5.  | KTP-Basket          | 18 | 10 | 8  | 1295 | 1248 | 20  |                |
| 6.  | Turun Riento        | 18 | 7  | 11 | 1330 | 1373 | 14  |                |
| 7.  | Namika Lahti        | 18 | 7  | 11 | 1214 | 1273 | 14  |                |
| 8.  | Tampereen Pyrintö   | 18 | 4  | 14 | 1181 | 1387 | 8   |                |
| 9.  | Pantterit           | 18 | 4  | 14 | 1268 | 1502 | 8   | retrocesse     |
| 10. | Porin Veto          | 18 | 0  | 18 | 1064 | 1481 | 0   | retrocesse     |

| Koripallon miesten SM-sarjakausi 1964-1965 |
| ------------------------------------------ |
| Hels. Kisa-Toverit 5º titolo               |

## Formazione vincitrice
| N° | Naz.                 | Ruolo | Sportivo        |  | Alt. |  |
| -- | -------------------- | ----- | --------------- |  | ---- |  |
|    | Finlandia (bandiera) |       | Pertti Laanti   |  | 195  |  |
|    | Finlandia (bandiera) |       | Pertti Risku    |  |      |  |
|    | Finlandia (bandiera) |       | Martti Liimo    |  | 193  |  |
|    | Finlandia (bandiera) |       | Kari Liimo      |  | 200  |  |
|    | Finlandia (bandiera) |       | Raimo Vartia    |  | 184  |  |
|    | Finlandia (bandiera) |       | Viktor Kaltala  |  |      |  |
|    | Finlandia (bandiera) |       | Teijo Finneman  |  | 183  |  |
|    | Finlandia (bandiera) |       | Kari Nyqvist    |  |      |  |
|    | Finlandia (bandiera) |       | Jaakko Manssila |  |      |  |
|    | Finlandia (bandiera) |       | Pekka Sorsa     |  |      |  |
|    | Finlandia (bandiera) |       | Pertti Hurme    |  |      |  |
|    | Finlandia (bandiera) | All.  |                 |  |      |  |